# کاگالی
کاگالی (به لاتین: Kegalle Divisional Secretariat) یک منطقهٔ مسکونی در سری‌لانکا است که در ناحیه کگاله واقع شده‌است.